# Namakkal (huyện)
Huyện Namakkal là một huyện thuộc bang Tamil Nadu, Ấn Độ. Thủ phủ huyện Namakkal đóng ở Namakkal. Huyện Namakkal có diện tích 3429 ki lô mét vuông. Đến thời điểm năm 2001, huyện Namakkal có dân số 1495661 người.